# The Original Surfaris
The Original Surfaris (nicht zu verwechseln mit der Band The Surfaris) waren eine US-amerikanische Surf-Rock-Band, die sich 1962 in der Besetzung Al Valdez (Klavier), Mike Biondo (Schlagzeug), Bobby Esco (Gitarre), Larry Weed (Gitarre) und Doug Wiseman (Saxophon) in Fullerton, Kalifornien formierte und aus den Bands „The Vogues“ (1960) und „The Customs“ (1961) hervorgegangen ist. Die „Original Surfaris“ machten weniger durch ihre Musik auf sich aufmerksam, als vielmehr durch den Streit über die Namensrechte mit der Band The Surfaris.

## Biografie
Al Valdes und Mike Biondo kannten sich schon seit der Grundschule in Fullerton, Kalifornien, als sie 1960 zusammen mit Bobby Esco und Doug Wiseman „The Vogues“ gründeten. Nachdem Al Valdes' Mutter der Band einen TV-Auftritt für einen mexikanischen TV-Sender organisiert hatte (der Sender suchte  eine solche Band und hatte eine Annonce mit Telefonnummer herausgegeben), wurden sie 1961 nach einigen Auftritten von dem Produzenten Victor Regina gefragt, ob sie Aufnahmen für sein Studio „Regano Records“ machen wollten. Mit Al Valdes am Klavier, Mike Biondo am Schlagzeug, Bobby Esco an der Gitarre und Doug Wiseman am Saxophon wurden die zwei Instrumentaltitel Hi Hat und Steppin' Out in Los Angeles aufgenommen. Victor sicherte sich die Rechte an den Stücken, änderte ihren Namen in „The Customs“ und stellte sie Tony Hilder, einem bekannteren Produzenten, vor, der sie aus ihrem Vertrag auslöste. Zu dieser Zeit, Anfang 1962, stieß auch Bassist Jim Tran zur Band, die ihren Namen in „The Surfaris“ (zufällig derselbe Namen wie die andere Surf-Rock-Band) änderte.
Von Oktober 1962 bis Januar 1963 machte Hilder Aufnahmen mit der Band. Neben Stücken wie Bombora oder Moment Of Truth, die von Hilder geschrieben wurden, nahm die Band auch verschiedene Coverversionen wie z. B. Pipeline oder Ghostriders In The Sky auf. In der Folge tourte die Band ausgiebig in Nord-Kalifornien.
Anfang 1963 veröffentlichte eine andere Band unter dem Namen „The Surfaris“ die Single Wipe Out, die Platz 2 der Billboardcharts in den USA erreichte. Die späteren „Original Surfaris“ griffen das Stück auf und spielten es in ihren Konzerten, wofür sie in rechtliche Auseinandersetzungen mit der anderen Band geriet, die sie nun dazu zwangen ihren Namen zu ändern. So ergab sich der Bandname „The Original Surfaris“ ab 1963. Bobby Esco, der regelmäßig Bandproben verpasste, wurde durch Charley Vehle ersetzt.
T. Hilder versuchte nun aus der Popularität des Namens ein Geschäft zu machen und veröffentlichte verschiedene Aufnahmen unter einem neuen Namen. Z. B. wurde aus Hi Hat Surfin' 63 oder aus Steppin' Out wurde Boss Beat. Das 1964er Album Wheels wurde zwar den „Original Surfaris“ gutgeschrieben, enthielt aber nur einige tatsächlich von der Band eingespielte Stücke. Alle übrigen Titel wurden von anderen Besetzungen, die Hilder arrangierte, gespielt. Im Mai 1965 ging die Band auseinander.

## Diskografie

### Singles
- 1962 Hi Hat / Steppin' Out
- 1963 Surfin' 63 / Boss Beat
- 1963 Moment Of Truth / Church Key
- 1963 Bombora / Surfari
- 1963 Torchula / Psyche-Out
- 1963 Midnight Surf / Psyche-Out
- 1963 Gum Dipped Slicks / High Time

### Alben
- 1964 Wheels
- 1994 Bombora! Sessions von 1963

### Erscheinungen auf Kompilationen
- 1982 The History of Surf Music
- 1994 Wild Surf!
- 1994 The Del-Fi Rarities
- 1999 Surf Monsters
- 2003 Lost Legends Of Surf Guitar – Vol. 01

## Mitglieder
The Original Surfaris wurden 1962 gegründet.

### Gründungsmitglieder
- Al Valdez – Klavier
- Mike Biondo – Schlagzeug
- Bobby Esco – Gitarre
- Larry Weed – Gitarre
- Doug Wiseman – Saxophon

### Weitere Mitglieder
- Jim Tran – E-Bass
- Charley Vehle – Gitarre
- Jerry Baker – Gitarre
- Franck Sibley – Gitarre